# Saint-Hilaire-du-Harcouët
Saint-Hilaire-du-Harcouët är en kommun i departementet Manche i regionen Normandie i norra Frankrike. Kommunen ligger i kantonen Saint-Hilaire-du-Harcouët som tillhör arrondissementet Avranches. År 2018 hade Saint-Hilaire-du-Harcouët 3 781 invånare.

## Befolkningsutveckling
Antalet invånare i kommunen Saint-Hilaire-du-Harcouët
| Referens: INSEE |